# Franz-Josef Bode
Franz-Josef Hermann Bode (Paderborn, 16 febbraio 1951) è un vescovo cattolico e teologo tedesco.

## Biografia
Franz-Josef Hermann Bode è cresciuto come unico figlio con quattro sorelle maggiori a Etteln, vicino a Paderborn. Il padre Franz Bode gestiva un negozio di articoli generici e dirigeva la cassa di risparmio locale. Dopo aver frequentato il ginnasio Theodorianum di Paderborn, ha studiato teologia cattolica in tale città, a Ratisbona e, dal 1969, a Münster.
Bode è stato ordinato sacerdote dall'arcivescovo Johannes Joachim Degenhardt a Paderborn il 13 dicembre 1975 e inizialmente fu vicario a Lippstadt. È stato poi prefetto del leoconvento per la formazione dei sacerdoti nell'arcidiocesi di Paderborn fino al 1983. Nel 1986, Bode ha conseguito il dottorato in teologia presso la Rheinische Friedrich-Wilhelms-Universität di Bonn. Dal 1986 al 1991 ha lavorato come sacerdote nella parrocchia di Santa Maria a Fröndenberg.
Il 5 giugno 1991 papa Giovanni Paolo II lo ha nominato vescovo titolare di Mattiana e vescovo ausiliare di Paderborn. Il 1º settembre 1991 ha ricevuto la consacrazione episcopale in quest'ultima città dall'arcivescovo locale Johannes Joachim Degenhardt; co-consacranti sono stati i vescovi ausiliari di Paderborn Hans Leo Drewes e Paul Consbruch. Bode era allora cappellano della cattedrale e vicario episcopale per la formazione dei sacerdoti.
Il 12 settembre 1995 papa Giovanni Paolo II ha nominato Franz-Josef Bode vescovo di Osnabrück. Bode ha preso possesso della diocesi il 26 novembre 1995; all'epoca era il più giovane vescovo diocesano della Germania.
Dal 1996 al 2010 Bode è stato presidente della Commissione per i giovani della Conferenza episcopale tedesca (DBK) e, in tale veste, è stato anche il "vescovo dei giovani", cioè il rappresentante dell'episcopato particolarmente responsabile della pastorale giovanile in Germania. In questo ruolo, Bode ha anche celebrato uno dei tre servizi di apertura della Giornata Mondiale della Gioventù 2005 con 100.000 pellegrini sulla Hofgartenwiese di Bonn.
Nel 2015, la DBK ha eletto lui, il cardinale Reinhard Marx e l'arcivescovo Heiner Koch come delegati alla XIV Assemblea generale ordinaria del Sinodo mondiale dei vescovi che si è tenuto a Roma nell'ottobre 2015. Dal 2010, Bode è presidente della Commissione pastorale e della sua sottocommissione "Donne nella Chiesa e nella società".
Il 26 settembre 2017, l'assemblea plenaria della Conferenza episcopale tedesca ha eletto Bode come nuovo vicepresidente.
In occasione dell'assemblea plenaria di primavera svoltasi nel 2019 a Lingen, la Conferenza episcopale tedesca ha nominato Franz-Josef Bode a capo del forum preparatorio per le questioni di morale sessuale nell'ambito dell'annunciato "percorso sinodale". Bode avrebbe dovuto affrontare il tema della sessualità e della morale sessuale anche in dialogo con il Comitato centrale dei cattolici tedeschi.
Papa Francesco ha accettato le dimissioni anticipate di Bode da vescovo di Osnabrück alla fine di febbraio 2023 con effetto dal 25 marzo 2023; egli aveva presentato le sue dimissioni al papa con lettera del 21 gennaio.

## Opinioni
Nel gennaio 2018, Bode ha avviato una nuova discussione sull'introduzione della benedizione delle coppie omosessuali da parte della Chiesa cattolica. Si è inoltre espresso a favore di un dibattito più forte sul diaconato delle donne.
Nel maggio 2019, Bode ha dichiarato di poter immaginare sacerdoti con famiglia e professione civile accanto a sacerdoti celibi.
Nel novembre 2019, Bode ha dichiarato di poter immaginare che nei prossimi anni le donne possano guidare le celebrazioni eucaristiche nella sua diocesi, ma di non considerare questa prospettiva realistica, in quanto gli insegnamenti della Chiesa e il diritto canonico si opporrebbero. Tuttavia, era determinato - ad esempio per quanto riguarda il diaconato femminile:
Nella diocesi di Osnabrück, per la prima volta nel 2019 una donna è stata nominata "rappresentante parrocchiale" con funzioni di supervisione e guida.
Nel dicembre 2021, Bode ha espresso il suo sostegno alle richieste di riforma del Cammino sinodale.
Bode è stato criticato dai cattolici conservatori per il suo comportamento in carica e per il suo atteggiamento nei confronti delle riforme della Chiesa cattolica. Egli ha respinto queste critiche e nel settembre 2021 ha affermato che alcuni critici non sapevano nemmeno quanto fosse cattolico nella vita di tutti i giorni e che era pienamente in linea con la tradizione della Chiesa.

## Gestione dei casi di abuso sessuale
Il 20 settembre 2022, ARD ha riferito di uno studio sui casi di abuso commissionato dalla Diocesi di Osnabrück relativamente al proprio territorio. In un rapporto intermedio del settembre 2022, storici e studiosi di diritto dell'Università di Osnabrück hanno accusato la diocesi locale, due ex vescovi e il vescovo in carica Bode di gravi violazioni dei doveri nella gestione dei casi di violenza sessuale. Fino a poco tempo prima, gli ecclesiastici accusati di gravi abusi sessuali su minori avevano continuato a essere impiegati nella cura pastorale dei giovani. Inoltre, "le persone colpite sono state trattate in modo burocratico e sprezzante". Secondo i casi presi in considerazione nel rapporto intermedio, anche il vescovo Bode è stato coinvolto "nella fascia bassa a una cifra". Lo studio ha riconosciuto che Bode e la sua équipe hanno fatto progressi nel trattare con i sacerdoti accusati, in particolare negli ultimi anni, ma non nel comunicare con le persone coinvolte o nel fornire loro assistenza e risarcimenti.
Il vescovo Bode ha ammesso la propria responsabilità personale e ha dichiarato di aver agito con negligenza in alcuni casi e che la sua credibilità è stata "gravemente danneggiata". Tuttavia, ha escluso di dimettersi, in quanto le dimissioni e la conseguente sede vacante avrebbero ritardato il processo di risoluzione della vicenda. Nel dicembre 2022, il Consiglio congiunto dell'arcidiocesi di Amburgo e delle diocesi di Hildesheim e Osnabrück ha avviato una denuncia canonica contro Bode attraverso l'arcidiocesi di Amburgo. Bode "ha agito in contrasto con le chiare linee guida papali e, ad esempio, ha dichiarato che la violenza sessuale contro i minori è una 'relazione'"..

A causa di una cattiva condotta personale in questo ambito, Bode ha presentato le sue dimissioni il 21 gennaio 2023, che Papa Francesco ha accettato a febbraio con effetto dal 25 marzo 2023. Bode ha spiegato: 
(Stellungnahme von Bischof Bode zu seinem Rücktritt, 25 marzo 2023)
Si è trattato delle prime dimissioni di un vescovo cattolico romano in relazione a scandali di abusi in Germania.

## Stemma e motto episcopale
| Stemma | Titolare                              | Descrizione |
|        | Franz-Josef Bode Vescovo di Osnabrück | Inquartato. Al I d'argento alla ruota di sei raggi di rosso; al II di rosso alla croce d'oro; al III d'azzurro alla sbarra ondata d'argento accompagnata in capo da un albero sradicato d'oro; al IV d'argento al cuore di rosso sovrastato da una croce patente dello stesso. Ornamenti esterni da vescovo. Motto: "Maior est Deus corde nostro". |

## Premi e onorificenze
- 1998: Courage-Preis per la lotta contro la disoccupazione giovanile;
- 2009: Medaglia Justus Möser della città di Osnabrück;
- 2010: Croce d'oro d'onore della BDKJ[27]
- 2013: Dottorato in filosofia honoris causa (Dr phil. h. c.) dell'Università di Osnabrück[28];
- 2019: Dottorato honoris causa dell'Università di Lucerna.

Inoltre, è stato nominato canonico onorario del capitolo metropolitano di Paderborn.

## Opere (selezione)
- Zeit mit Gott. Ein Stundenbuch, Advent und Weihnachten, Fastenzeit und Ostern, Stuttgart, Katholisches Bibelwerk, 2005, ISBN 978-3-460-28044-1.
- Zeit mit Gott. Ein Stundenbuch II, Zeit im Jahreskreis, Heiligenfeste, Stuttgart, Katholisches Bibelwerk, 2008, ISBN 978-3-460-28077-9.
- Priester: Wurzeln und Visionen einer spannenden Berufung, Osnabrück, Dom Buchhandlung, 2009, ISBN 978-3-925164-46-0.
- Barmherzigkeit üben. Die sieben geistigen Werke der Barmherzigkeit neu entdecken. Fastenmeditationen 2016 von Bischof Dr. Franz-Josef Bode mit der Dommusik im Dom zu Osnabrück, Osnabrück, Dom Medien GmbH, 2016.
- Einer angemessenen persönlichen und pastoralen Unterscheidung Raum geben. Die Bergpredigt als Schule der Unterscheidung, Herausgegeben vom Bistum Osnabrück, Mai 2017.

## Genealogia episcopale e successione apostolica
La genealogia episcopale è:
- Cardinale Scipione Rebiba
- Cardinale Giulio Antonio Santori
- Cardinale Girolamo Bernerio, O.P.
- Arcivescovo Galeazzo Sanvitale
- Cardinale Ludovico Ludovisi
- Cardinale Luigi Caetani
- Cardinale Ulderico Carpegna
- Cardinale Paluzzo Paluzzi Altieri degli Albertoni
- Papa Benedetto XIII
- Papa Benedetto XIV
- Papa Clemente XIII
- Cardinale Marcantonio Colonna
- Cardinale Giacinto Sigismondo Gerdil, B.
- Cardinale Giulio Maria della Somaglia
- Cardinale Carlo Odescalchi, S.I.
- Vescovo Eugène de Mazenod, O.M.I.
- Cardinale Joseph Hippolyte Guibert, O.M.I.
- Cardinale François-Marie-Benjamin Richard de la Vergne
- Cardinale Pietro Gasparri
- Arcivescovo Cesare Orsenigo
- Cardinale Lorenz Jäger
- Cardinale Johannes Joachim Degenhardt
- Vescovo Franz-Josef Hermann Bode

La successione apostolica è:
- Vescovo Johannes Wübbe (2013)
- Arcivescovo Stefan Heße (2015)